# Hobbylos
Hobbylos ist ein deutschsprachiger Podcast der Content Creator Julien Bam und Rezo, der wöchentlich samstags erscheint. Er ist einer der erfolgreichsten Podcasts im deutschsprachigen Raum, wurde zweimal mit dem Deutschen Podcastpreis ausgezeichnet und hat die zweitmeisten Bewertungen auf Spotify weltweit.

## Geschichte

### 2021
Julien Bams Managerin Annika Schulz überzeugte ihn, einen Podcast zu beginnen. Ursprünglich war dieser Podcast zusammen mit Simon Unge, Dner und Cheng als Anlehnung an das Influencer-Projekt Longboard-Tour aus dem Jahr 2014 geplant. Diese Gruppe kam jedoch nicht zustande, weshalb die Wahl dann auch aufgrund der räumlichen Nähe auf Rezo fiel.
Die erste Folge von Hobbylos erschien am 17. Juli 2021 im Rahmen eines virtuellen Launch-Events auf Twitch. Seitdem erscheint jeden Samstag um 00:01 Uhr eine Folge, die in der Regel am Mittwoch bei Julien Bam aufgenommen wird. Der Podcast war bis Mitte 2024 als Spotify Original Podcast exklusiv auf Spotify zu hören und ist eine Produktion von Spotify Studios in Zusammenarbeit mit Y.O.U. Media Consulting GmbH. Executive Producers sind Saruul Krause-Jentsch, Daniel Nikolaou, Gianluca Schappei (Spotify Studios), Annika Schulz, Marie Schütte (Y.O.U. Media) sowie Rezo und Julien Bam.
Ursprünglich waren zwölf Folgen des Podcasts über das Privatleben von Julien Bam und Rezo und Ereignisse im Internet geplant, aber thematisch nicht genau festgelegt. Zunächst war eine Folgenlänge von etwa 45 Minuten vorgesehen, die Folgen wurden jedoch mit der Zeit länger und haben nun in der Regel eine Länge zwischen 60 und 80 Minuten.

### 2022
Am 19. März 2022 veröffentlichte Julien Bam auf YouTube und Spotify ein von Vincent Lee produziertes und von Curly mitgeschriebenes Musikvideo zum Podcast HOES AUS DER LOBBY, das über 1,7 Millionen Aufrufe erzielte und auf Spotify 4,3 Millionen Mal gehört wurde.
Im Jahr 2022 hatte Hobbylos 1,6 Millionen monatliche Hörer, der Median des Alters lag konstant bei 23 Jahren und die Geschlechter männlich/weiblich waren ausgeglichen.

### 2023
Seit April 2023 gibt es je einen offiziellen Hobbylos-Account auf Instagram und TikTok, auf denen Ausschnitte aus dem Podcast publiziert werden. Bei dem Spotify-Jahresrückblick Wrapped für das Jahr 2023 war Hobbylos – wie auch schon im vorherigen Jahr – in Deutschland und der Schweiz unter den Top 3 der meistgehörten Podcasts, in Österreich auf Platz 1.

### 2024
In der Folge „Tattoo-Special: Was hast du getan???“ aus dem Januar 2024 stachen sich Julien Bam und Rezo gegenseitig das Hobbylos-Symbol 너 als Tattoo, Rezo trägt es seitdem an der Wade, Julien Bam am Unterarm. Im Mai desselben Jahres erreichte der Podcast die Marke von einer Million Followern auf Spotify. Bis Februar 2024 wurde der Podcast insgesamt 100 Millionen Mal gestreamt. In der Folge vom 8. Juni desselben Jahres kündigten die Podcaster an, dass Hobbylos ab sofort nicht mehr exklusiv auf Spotify, sondern auf allen Streaming-Plattformen verfügbar sei und dass es Werbung im Podcast geben werde.

## Inhalt
Die Folgen beginnen meist mit einem unmittelbaren thematischen Einstieg, in dem einer der beiden aus der vergangenen Woche erzählt. Nach den persönlichen Ausführungen kommen die Rubriken News und DMs. Zumeist ist der größte Anteil der Folge die Rubrik DMs (von englisch direct messages, „Direktnachrichten“), wobei Rezo und Julien Bam mit den Hörern interagieren. Über die verschiedenen Folgen hinweg gab es zudem weitere Rubriken, die nicht jede Folge wiederkehren. Beispiel hierfür ist z. B. Psychologie, welche eine Unterkategorie der DMs ist. Die Themenfelder, über die im Podcast gesprochen wird, sind breit gestreut und je nach Folge sehr unterschiedlich, inhaltlich geht es aber oft um das (Privat-)Leben von Rezo und Julien Bam, Soziale Medien, Politik, Gesellschaft, Sexualität, Wissenschaft und Unterhaltung. Die Folgen enden mit der Auswahl eines Liedes für die Playlist LOBBYHOES.

## Rubriken
Seit Beginn der Veröffentlichung wurden verschiedene Rubriken eingeführt und eingestellt. In den neueren Folgen kommen die Rubriken News, DMs und die Playlist vor. Zu den Rubriken gibt es zumeist ein musikalisches Intro und Outro, das von den Podcastern selbst aufgenommen wurde.
Auswahl aus den Rubriken:
- Erlebnisse: Zum oft abrupten Einstieg in den Podcast erzählen sich Rezo und Julien Bam gegenseitig ihre berichtenswerten Erlebnisse der letzten Woche.[27]

- News/Nudes (der Woche): Ursprünglicher Inhalt der News waren Neuigkeiten und Ereignisse aus Sozialen Medien. Dadurch entstand die Selbstbezeichnung als News-Podcast. Im Laufe der Zeit wurden die News immer breiter gefasst. Somit erhalten diese mittlerweile auch u. a. politische Themen, was zu Beginn noch teilweise ausgeschlossen war.[28]
- (Hobbylos) DMs: Erheblicher Bestandteil jeder Folge sind die DMs. Die Podcaster lesen ihre Direct Messages (kurz DM, Nachrichten des Instagram eigenen Messengers) vor und sprechen darüber. Meist werden diese DMs als Aufhänger genutzt, um über vielfältige Themen zu sprechen. Innerhalb dieser Kategorie wurden viele Unterkategorien aufgestellt, wie beispielsweise Beichten oder Psychologiestunden, die zumeist nach ein paar Folgen wieder aufgegeben wurden. Als längste Unterkategorie bestanden die Psychologiestunden, in denen DMs ihre Probleme vorstellten und diese von (Professor Dr.) Dr. Julien Bam und Psychologiemann Rezo bewerten und lösen ließen.[29]
- Mathe Fact: In dieser Rubrik, die es von der dritten bis zur 96. Folge gab, stellte Rezo mathematische Phänomene, Probleme und Auffälligkeiten vor. Dazu gehörten beispielsweise der Gödelsche Unvollständigkeitssatz, das Geburtstagsparadoxon, oder die Festlegung des Meters. Später erfolgte eine Aufweichung hin zu mehr (natur-)wissenschaftlichen Themen und der Informatik.[30] Auch Fakten aus anderen wissenschaftlichen Gebieten, wie Biologie, Physik und Theologie (Bibel Facts) wurden, teils mit eigenem Intro und Outro, vorgestellt und besprochen, oft mit der Begründung „Da kommen ja auch Zahlen drin vor.“[31]
- Massagegeschichten: Rezo erzählte in dieser Rubrik über seine Erfahrungen bei Massagen.[32]
- Stadtgeschichten: Über einige Folgen hinweg wurden im Podcast Erzählungen über verschiedene Städte und Gemeinden vorgetragen, die Hörer zuvor per Direct Message über Instagram eingesendet hatten.[33][34]
- Arztgeschichten: In der Folge vom 5. August 2023 führt Rezo die Rubrik ein, bei der sie über ihre Erlebnisse bei verschiedensten Ärzten berichten.[35]
- Fetische raten: Rezo und Julien Bam versuchen anhand der Fachbegriffe zu erraten, um welchen Fetisch es sich handelt.[36]
- Hobbylos Nachhilfe: In dieser Rubrik halfen Julien Bam und Rezo Schülern bei ihren Hausaufgaben. Diese Rubrik kam zum ersten Mal in der Folge „Adern & Eva“ vor und wurde seitdem nur ein Mal wiederholt, allerdings wurde extra für diese Rubrik sogar ein Intro erstellt.[37]
- Die Playlist: Am Ende jedes Podcasts wählen Rezo und Julien Bam je ein Lied für die Playlist LOBBYHOES aus.[38]

## Running Gags
Die beiden Podcaster haben viele Running Gags etabliert, die beide sehr regelmäßig aufgreifen. Julien Bam flocht diese auch in seine Hauptvideo-Reihe Der Mann im Mond ein. Dort lassen sich Anspielungen auf den Running Gag Rezo würde gerne Muttermilch trinken und das Spiel „Wo ist Vulva?“ finden. Auswahl aus den Running Gags:
- Die Hörer des Podcasts werden als Lobbyhoes bezeichnet und haben ein eigenes Handzeichen, welches des Öfteren auch mit dem koreanischen Schriftzeichen „너“ (nè, „du“) dargestellt wird.[3][40]
- Julien Bam behauptet hartnäckig, Rezo habe sich einen Sattel mit einem Dildo darauf gekauft, was dieser später auch bestätigte.[41]
- Rezo würde, sofern sich die Gelegenheit bietet, aus Interesse am Geschmack, gerne Muttermilch trinken. Er habe dies bereits bei einer Verwandten getan, würde es aber gerne wiederholen. Hörerinnen boten Rezo daraufhin ihre Muttermilch an. Der Running Gag wird von Julien Bam in diversen Instagram Storys in Form von historischen Bildhauereien und Gemälden fortgeführt.[42]
- Zu Beginn des Podcasts erzählten Rezo und Julien Bam, sie würden den Podcast nackt aufnehmen.[43]
- Statt der Rubrik News (der Woche) fragt Julien Bam oft, ob Rezo Nudes (englisch für Nacktfoto) habe, der dies explizit bejaht.[44][45]
- Die Titel der Podcastfolgen werden meist während des Podcasts gewählt und sind teils vulgär, provokativ oder enthalten Anspielungen in genannte Richtung (zum Beispiel Glied im Penis).[46] Daraus entstand der Running Gag, dass man nach mehreren Folgen mit gemäßigtem Titel doch wieder einen vulgäreren festlegen könne. Zudem wird hierbei oft die Frage aufgeworfen, ob Spotify den Titel überhaupt erlauben würde, was aber in der Regel der Fall war.[47] 33 % der Titel enthielten eine Anspielung auf Sex.[48]
- Rezo und Julien Bam rufen dauerhaft zum Bewerten des Podcasts mit fünf von fünf Sternen auf. Dadurch wurde ihr Podcast mit 4,9 von 5 Sternen und über einer halben Million Bewertungen der am zweithäufigsten bewertete auf Spotify weltweit.[25][49][50][51] Dies führte dazu, dass Hörer des Podcasts im Internet mit dem Spruch Nett hier, aber haben Sie Hobbylos schon mit 5 Sternen bewertet? kommentierten. Dies ist eine Anlehnung an den Marketingspruch Nett hier, aber waren Sie schon mal in Baden-Württemberg? des Landes von Baden-Württemberg.
- Marina, die die Nachbearbeitung des Podcasts übernimmt, wird von Rezo und Julien Bam scherzhaft als kleiner Chinese auf einem Dreirad bezeichnet. Dieser wird in einigen Podcastfolgen imitiert und als böse und angsteinflößend dargestellt, er rauche kubanische Zigarren und presse diese an den beiden aus. Er sei im Besitz eines riesigen Imperiums.[52][53]
- Julien Bam nutze Tinder, was Rezo dazu bewegte, häufig nach Julien Bams Dates zu fragen.[54] Da Julien Bam sich weigerte, darüber zu erzählen, brach dieser Running Gag allmählich ab und wird nur noch vereinzelt aufgegriffen.[3]
- Wenn über die Kommunikation mit Spotify gesprochen wird, ist von Herr und Frau Spotify die Rede.[55][56][48]
- Rezo und Julien stellten öfter überspitzt dar, Streit mit allen Bewohnern der Schweiz zu haben, da sich Julien mehrmals abwertend über das Schweizerdeutsch äußerte und den Dialekt despektierlich imitierte.[57]
- Die beiden stellen Hobbylos nicht nur als einen Unterhaltungs-, sondern auch als News-, Wissens-, Aktien-, Dax-, Gesundheits- und Sportpodcast dar, auch wenn dies nicht primär die Fachgebiete sind, in denen sich Rezo und Julien Bam vertiefen.[58]
- In einer Folge lasen sie die Nachricht eines Zuhörers vor, der sich Zubabier nannte, woraufhin Julien Bam eine Geschichte darüber erfand, dass Zubabier ein großes, friedvolles Monster sei, welches von Dorfbewohnern getötet wurde. Das Fabelwesen Zubabier wurde somit Begleiter einiger Geschichten.

## Playlist
Die Playlist LOBBYHOES, für die Rezo und Julien Bam in jeder Folge je ein Lied auswählen, hat auf Spotify über 200.000 Follower und ist musikalisch geprägt von Deutschem Hip-Hop, Pop, Dance-Pop, Rock, EDM, Rap und Alternative Metal. Der am meisten vertretene Künstler ist Julien Bam selbst, gefolgt von Ski Aggu, Pashanim, K.I.Z, TJ beastboy, Bella Poarch und Nina Chuba.
Die Podcaster wurden für zu wenige weibliche Künstlerinnen auf der Playlist kritisiert, insbesondere Julien Bam, der mehr eigene Lieder hinzufügte als Werke von Frauen.

## Kritik an Funk
Ausgangspunkt der Konfrontation mit Funk war, dass die beiden Podcaster häufiger über Instagram Posts dieses Medienangebots sprachen. Rezo und Julien Bam stellten eine Challenge, die von Funk angenommen wurde, aber als „zu einfach“ bezeichnet wurde. Funk bat um eine schwere Herausforderung, die im Podcast nach ausführlicher Erarbeitung auch gestellt wurde. Es wurden unterschiedliche Fragen erarbeitet, u. a. formulierte Rezo eine neue Aufgabe am 4. Juni 2022 wie folgt: „Wer sind alle aktuellen Werbepartner von Julien Bam und Rezo und was machen diese Unternehmen?“ Die Frage sollte durch die Tatsache, dass Funk keine Werbung machen darf, dies aber bei Veröffentlichung indirekt der Fall wäre, erschwert werden.
Am 30. Juni veröffentlichte der zu Funk gehörende YouTube-Kanal offen un’ ehrlich ein Video zu der Thematik unter dem Titel „Die Z€RSTÖRUNG von Rezo & Julien Bam 💥 (naja fast) + Antwort von Rezo!“. In dem Video wurde Rezo u. a. dafür kritisiert, für das Unternehmen Got Bag geworben zu haben, bei dem sich später herausstellte, dass es zentrale Nachhaltigkeitsversprechen nicht gehalten hatte. Rezo konnte folglich zum Zeitpunkt der Kooperation nicht von diesen falschen Versprechen wissen. Zudem wurde Rezo für Werbung für ein Unternehmen kritisiert, das Urheberrechtsverletzungen begangen hatte.
Unter dem Titel „Wie Funk ‘recherchiert’ – Ein Blick hinter die Kulissen“ publizierte Rezo ein Video über die Recherche des Funk-Kanals, in dem er offen un’ ehrlich unsaubere Berichterstattung, mangelnde und unprofessionelle Recherche, fehlende Transparenz sowie versuchtes Framing vorwarf. Einige weitere Content Creator folgten Rezos Argumentation und kritisierten den Funk-Kanal.
Eine Stellungnahme des Kanals erschien am 20. Juli. Die Vorwürfe, so beispielsweise die des Framings, erkannte der Kanal an und entschuldigte sich, wies die meisten jedoch zurück.
Die gesamte Auseinandersetzung mit dem Funk Medienangebot offen un’ ehrlich wurde im Podcast begleitet und aus Sicht der Podcaster geschildert.

## Auszeichnungen
Mit Hobbylos gewannen Rezo und Julien Bam in den Jahren 2022 und 2023 den Publikumspreis des Deutschen Podcastpreises in der Kategorie Comedy. Im Februar 2024 erhielten die beiden Podcaster eine Auszeichnung von Spotify für 100 Millionen Streams.
Zur 100 Podcastfolge und dem zweijährigen Bestehen wurden im Rahmen einer Preisverleihung die Hobbylos Awards 2023 verliehen. Dabei handelte es sich um Preise in Scherzkategorien, die an Podcaster, YouTuber, TikToker und Streamer vergeben wurden. Die Preise waren Skulpturen, die das Lobbyhoes Handzeichen darstellten. Auch Julien Bam und Rezo gewannen in je einer Kategorie.

## Technische Herausforderungen

### Spotify
Hörer des Podcasts nutzten Ende 2023 die Funktion auf Spotify, kurze Texte an Podcaster zu senden, so extensiv, dass die zuständigen Server abstürzten. Grund für den Absturz war, dass die Softwareentwickler nicht mit so vielen Einsendungen gerechnet hatten. Dieses Problem wurde behoben und mit einigen Wochen Verspätung erhielten die Podcaster ihre Einsendungen.
Ebenfalls Ende 2023 kam es bei Spotify zu serverseitigen Problemen, da zu viele Nutzer die Abstimmungsfunktion unter einer Podcast-Folge nutzten.

### Deutscher Podcastpreis
Während den Publikumsabstimmungsphasen des Deutschen Podcastpreises war die Website mehrfach nicht erreichbar, da die Nutzerlast der Abstimmenden für den Podcast Hobbylos zu hoch war. Damit verursachten die Podcaster unbewusst einen Denial-of-Service. Rezo bot scherzhaft technische Unterstützung an.